# Rhode (subdivision)
Pour les articles homonymes, voir Rhode.
Une rhode est une collectivité territoriale apparue au Moyen Âge dans le sud et l'est de la Suisse et jouant un rôle tant judiciaire qu'économique.

## Étymologie
Le terme de rhode vient du latin rota signifiant « roue », et utilisé ici dans le sens de « tour de rôle ». Il désignait en effet un groupe d’individus dont les membres se succédaient selon un ordre déterminé, soit pour accomplir une prestation, soit pour bénéficier d'un droit d'usage. Cette organisation était particulièrement répandue dans les corporations de transporteurs et muletiers, ainsi que dans celles d'usagers de biens communaux, d'alpages et de forêts.
Dans le canton d'Appenzell, les rhodes furent introduites au XIIIe siècle afin d'encadrer les personnes astreintes au service militaire et au paiement de l'impôt en faveur de l'abbaye de Saint-Gall dont dépendait alors le canton. Bientôt celle-ci obtinrent une autonomie administrative. Elles avaient alors à leur tête un maître (rhodsmeister) ; plus tard elles élisent, lors d'assemblées annuelles, leurs capitaines et conseillers, qui les représentaient au sein des autorités du pays d'Appenzell. Il y avait six « rhodes extérieures » et six « rhodes intérieures ». Au XVe siècle, certaines rhodes (notamment « extérieures ») devinrent des entités territoriales à part entière, des paroisses autonomes.
En 1597, lors de la Réforme, les habitants des « rhodes extérieures » adoptèrent majoritairement le protestantisme et formèrent un canton distinct de celui des « rhodes intérieures » qui eux restèrent fidèles au catholicisme.
Les rhodes et demi-rhodes subsisteront en tant qu’entités politiques jusqu’à la création des communes en 1873. Depuis, elles n’ont plus qu’un rôle honorifique (présentation des drapeaux à la landsgemeinde, participation aux processions de la Fête-Dieu). L'appartenance à une rhode dépendait, et dépend encore de nos jours, non pas du lieu de domicile mais du patronyme.

## Littérature
- Hermann Bischofberger, « Rhodes » dans le Dictionnaire historique de la Suisse en ligne.